# Park Narodowy Kirthar
Park Narodowy Kirthar – park narodowy w Pakistanie, w prowincji Sindh, w górach Koh-e Kirthar, ustanowiony w roku 1974, ma powierzchnię 3087 km kwadratowych .
Na terenie parku występują chronione drapieżniki: lampart perski (Panthera pardus saxicolor), kot błotny i kot pustynny oraz narażone na wyginięcie parzystokopytne: czykara dekańska, koza bezoarowa, owca stepowa (Ovis orientalis vignei) . Obecny jest także jeżozwierz indyjski. Roślinność na obszarze parku jest sucholubna, półpustynna .
Na terenie parku znajduje się zabytkowy grobowiec z XVIII w. w Taung oraz stanowisko archeologiczne Koh Tarash .